# Tết Hàn thực
Tết Hàn Thực hay Tết bánh trôi bánh chay là một ngày tết vào ngày mồng 3 tháng 3 Âm lịch. "Hàn Thực" nghĩa là "thức ăn lạnh". Ngày tết truyền thống này xuất hiện tại một số tỉnh của Trung Quốc, miền bắc Việt Nam và một số cộng đồng người gốc Hoa trên thế giới. Hàng năm vào ngày này, nhiều gia đình cho xay bột, đồ đỗ xanh, làm bánh trôi, bánh chay (ở Trung Quốc nấu chè trôi nước), nấu xôi chè lễ Phật và cúng gia tiên.

## Điển tích Trung Quốc
Ở Việt Nam, ngày 3 tháng 3 âm lịch ăn tết Hàn thực "phỏng theo người phương Bắc, kỷ niệm ngày Giới Tử Thôi chết cháy". Hai chữ "Hàn Thực" gắn với một điển tích ở Trung Quốc, được biết tới nhiều qua tiểu thuyết Đông Chu liệt quốc.
Đời Xuân Thu, vua Tấn Văn Công nước Tấn gặp loạn phải bỏ nước lưu vong, gặp được một hiền sĩ tên là Giới Tử Thôi theo giúp. Về sau, Tấn Văn Công trở về làm vua, phong thưởng cho những người có công nhưng lại quên mất Giới Tử Thôi. Giới Tử Thôi không oán giận gì, về nhà đưa mẹ vào núi ở ẩn. Tấn Văn Công nhớ ra, cho người đi tìm. Vì Giới Tử Thôi không chịu ra lĩnh thưởng, Tấn Văn Công hạ lệnh đốt rừng để ép ông phải ra; cuối cùng, hai mẹ con ông đều chết cháy. Vua thương xót, lập miếu thờ và hạ lệnh kiêng đốt lửa ba ngày, chỉ ăn đồ ăn nguội đã nấu sẵn để tưởng niệm.

## Tục lệ ở Việt Nam

### Tục ăn bánh trôi, bánh chay

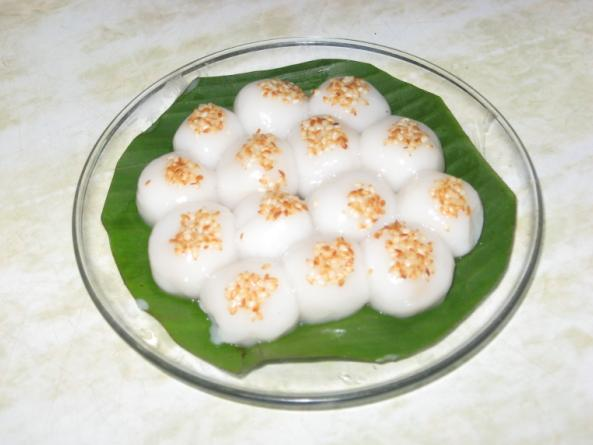
Bánh trôi

Ở Việt Nam hiện nay, người ta chỉ làm bánh trôi hay bánh chay để thế cho đồ lạnh, nhưng chỉ cúng gia tiên, và có ít liên hệ đến Giới Tử Thôi và những kiêng kỵ khác. Vào ngày này, người Việt thường "làm bánh trôi nước, bày cỗ bàn, cúng gia tiên", cho nên bánh trôi còn được gọi là bánh Hàn thực.
Theo nhà nghiên cứu Trần Quang Đức, tục ăn bánh trôi vào ngày Hàn thực ở Việt Nam nhiều khả năng được du nhập vào thời Lê, thịnh hành vào giai đoạn Lê Trung Hưng - Nguyễn. Năm 1773, Lê Quý Đôn cho biết: "Tục nước ta trọng nhất bánh trôi nước, mỗi năm cứ ngày mồng 3 tháng 3 thì làm bánh ấy. Người phương Bắc cũng có, gọi là Thủy đoàn". Theo giải thích của Chỉ Nam ngọc âm giải nghĩa (viết vào khoảng thế kỷ 16 thời Lê) giải thích: "Trôi nước có hiệu Thủy đoàn, trong đường ngoài bột nổi hòn lênh đênh".

### Tục ăn bánh cuốn

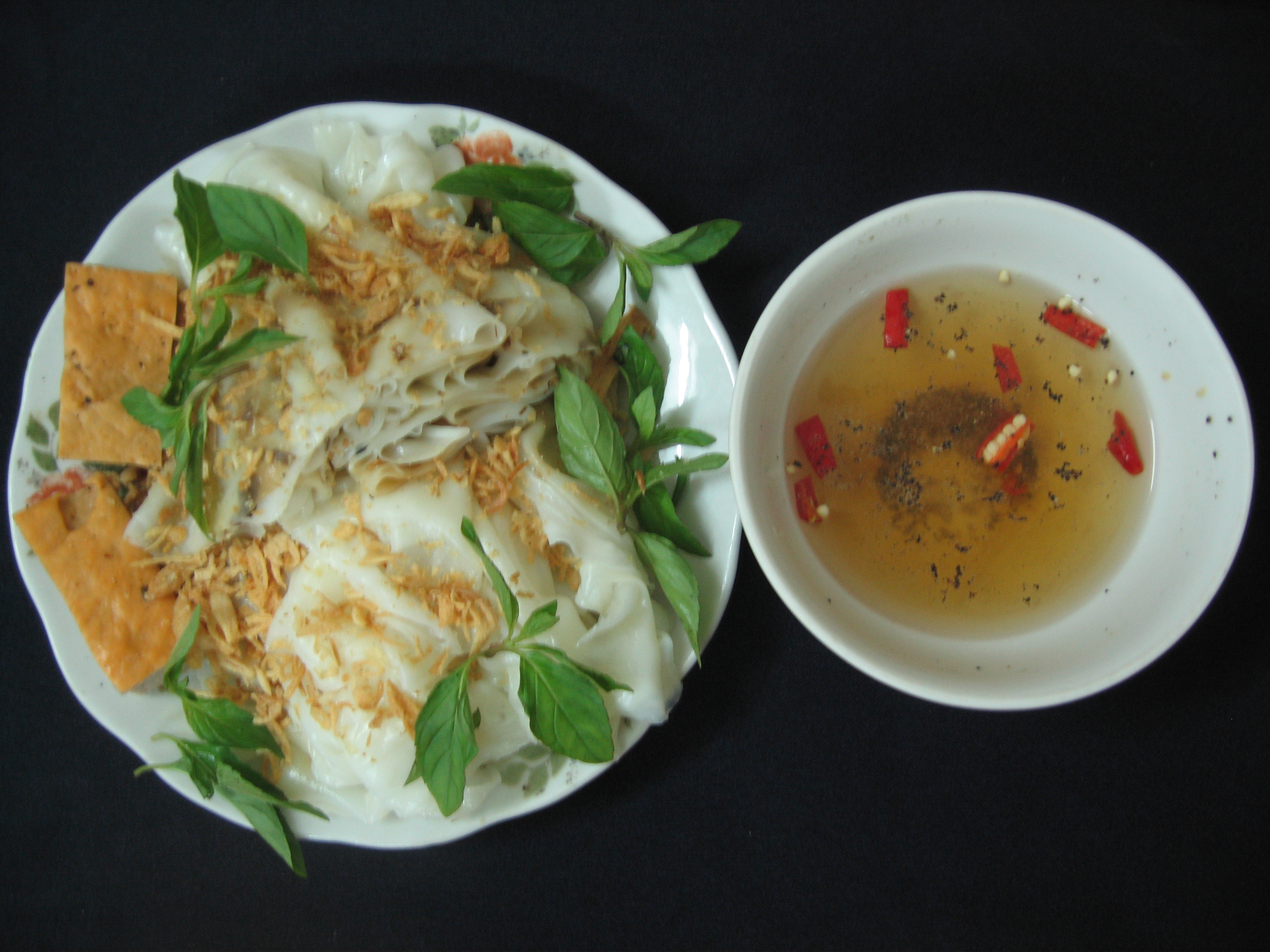
Bánh cuốn ngày nay

Theo ghi chép của Lê Tắc, người thời Trần "tiết Hàn Thực, đem bánh cuốn tặng nhau" . Qua bài thơ "Tặng bánh xuân cho ngài thiên sứ Trương Hiển Khanh", làm năm 1291, Trần Nhân Tông viết: "Hôm nay đúng ngày mồng 3 tháng 3, trên chiếc mâm chạm hình mây đỏ bày bánh Xuân thái, đây là phong tục cũ của An Nam xưa nay."  Theo Chỉ nam ngọc âm giải nghĩa, bánh Xuân thái cũng chính là tên gọi khác của bánh cuốn. Sách này đồng thời cho biết: "Quyển bính (bánh cuốn) nhiều nhân càng ngon, hiệu là bánh cuốn lăn tròn khéo thay" .
Nhà nghiên cứu Trần Quang Đức cho biết: Như vậy, vào thời Trần, thậm chí có thể truy lên thời Lý, nhằm tiết Hàn thực, người Việt ăn bánh cuốn và có tục đem bánh cuốn tặng nhau, chưa có tục ăn bánh trôi như thời Lê Nguyễn về sau. Bánh cuốn còn được gọi là bánh Xuân thái (thái: rau), trong có nhân (có thể gồm cả rau lẫn thịt), được cuốn tròn lại, hình dạng khá gần với bánh cuốn ngày nay.

## Tục lệ ở một số dân tộc thiểu số Việt Nam
Một số dân tộc thiểu số có dân số lớn tại Việt Nam như đồng bào dân tộc Tày, Nùng... Thường sinh sống ở các tỉnh phía bắc, một phần di cư vào nam, Tây Nguyên vẫn giữ phong tục tảo mộ. Vào ngày mồng 3/3 Tết Hàn Thực cũng là một ngày lễ lớn của các dân tộc này. Họ gọi đó là Tết Thanh Minh hay Lễ Tảo Mộ.

Hàng năm cứ đến ngày 3/3 Âm lịch, đồng bào các dân tộc này, mỗi hộ gia đình sẽ chuẩn bị lễ (gồm xôi, gà hoặc thịt...) để mang đến các phần mộ người thân cúng và tưởng nhớ người đã mất. Ngày này là một ngày lễ quan trọng đối với họ. Dù đi làm ở nơi xa họ vẫn sẽ cố gắng đến thăm phần mộ người thân. Cúng bái và dọn dẹp phần mộ sạch sẽ. 

## Tranh cãi
Nhà nghiên cứu văn hóa Nguyễn Ánh Hồng cho biết ngày tết này ở Việt Nam thực ra bắt nguồn từ một phong tục của người Trung Quốc nhưng đã được Việt hóa nên được lưu truyền cho đến ngày nay:
Tên gọi của Tết Hàn thực nghe có vẻ bắt chước từ Trung Quốc nhưng không phải, mà khi vào Việt Nam, nó đã hợp nhất với tết bánh trôi, bánh chay, tết tháng 3 của người Việt. Bản thân ngày tết này cũng mang ý nghĩa và thể hiện rõ nét về đặc trưng văn hóa, lối sống, những khát vọng mơ ước rất riêng của người Việt. Chính điều này đã tạo nên sức sống lâu bền của ngày tết bánh trôi, bánh chay. Khác với Tết Hàn thực ở Trung Quốc - thường không đốt lửa trong 3 ngày và chỉ ăn đồ lạnh đã nấu sẵn trước đó, ở Việt Nam, người dân không kiêng lửa, mọi việc nấu nướng vẫn diễn ra bình thường.
Nhà nghiên cứu Trần Quang Đức cũng cho biết trong "An Nam phong tục sách" có ghi tục này "phỏng theo người phương Bắc, kỷ niệm ngày Giới Tử Thôi chết cháy".